# Gymnobela
Gymnobela là một chi ốc biển, là động vật thân mềm chân bụng sống ở biển trong họ Conidae, họ ốc cối.

## Các loài
Các loài thuộc chi Gymnobela bao gồm:
- Gymnobela abyssorum (Locard, 1897)[2]
- Gymnobela adenicus Sysoev, 1996[3]
- Gymnobela africana Sysoev, 1996[4]
- Gymnobela agassizi (Verrill & Smith, 1880)[5]
- Gymnobela agassizii (Verrill, 1880)[6]
- Gymnobela altispira Sysoev & Ivanov, 1985[7]
- Gymnobela angulosa Sysoev, 1988[8]
- Gymnobela aquilarum (Watson, 1882)[9]
- Gymnobela augusta Thiele, 1925[10]
- Gymnobela bairdii (Verrill & Smith, 1884)[11]
- Gymnobela baruna Sysoev, 1997[12]
- Gymnobela blakeana (Dall, 1881)[13]
- Gymnobela brachis (Dall, 1919)[14]
- Gymnobela brachypleura Sysoev, 1990[15]
- Gymnobela brunnistriata Sysoev, 1990[16]
- Gymnobela camerunensis Thiele, 1925[17]
- Gymnobela ceramensis (Schepman, 1913)[18]
- Gymnobela chistikovi Sysoev & Ivanov, 1985[19]
- Gymnobela chrysopelex (Barnard, 1963)[20]
- Gymnobela chyta (Watson, 1881)[21]
- Gymnobela clara Thiele, 1925[22]
- Gymnobela crassilirata Sysoev, 1990[23]
- Gymnobela dagama (Barnard, 1963)[24]
- Gymnobela daphnelloides (Dall, 1895)[25]
- Gymnobela dautzenbergi (Knudsen, 1952)[26]
- Gymnobela dubia (Schepman, 1913)[27]
- Gymnobela edgariana (Dall, 1889)[28]
- Gymnobela emertoni (Verrill, 1884)[29]
- Gymnobela engonia Verrill, 1884[30]
- Gymnobela eridmata Sysoev & Bouchet, 2001[31]
- Gymnobela erronea Thiele, 1925[32]
- Gymnobela eugenia Sysoev & Ivanov, 1985[33]
- Gymnobela extensa (Dall, 1881)[34]
- Gymnobela felderi Garcia, 2005[35]
- Gymnobela filifera (Dall, 1881)[36]
- Gymnobela fredericqae Garcia, 2005[37]
- Gymnobela frielei (Verrill, 1885)[38]
- Gymnobela fulvotincta (Dautzenberg & Fischer, 1896)[39]
- Gymnobela glaucocreas (Barnard, 1963)[40]
- Gymnobela gracilis Sysoev, 1990[41]
- Gymnobela granulisculpturata Sysoev, 1990[42]
- Gymnobela guineensis Thiele, 1925[43]
- Gymnobela homaeotata (Watson, 1886)[44]
- Gymnobela homeotata (Watson, 1886)[45]
- Gymnobela illicita Dall, 1927[46]
- Gymnobela ioessa Sysoev, 1997[47]
- Gymnobela isogonia (Dall, 1908)[48]
- Gymnobela judithae Clarke, 1989[49]
- Gymnobela lamyi (Dautzenberg, 1925)[50]
- Gymnobela lanceata Dall, 1927[51]
- Gymnobela laticaudata Sysoev, 1990[52]
- Gymnobela latistriata Kantor & Sysoev, 1986[53]
- Gymnobela leptoglypta (Dautzenberg & Fischer, 1896)[54]
- Gymnobela malmii (Dall, 1889)[55]
- Gymnobela micraulax Sysoev, 1997[56]
- Gymnobela mitrodeta Sysoev, 1997[57]
- Gymnobela muricata Sysoev, 1997[58]
- Gymnobela nivea Sysoev, 1990[59]
- Gymnobela oculifera Kantor & Sysoev, 1986[60]
- Gymnobela petiti Garcia, 2005[61]
- Gymnobela phyxanor (Watson, 1886)[62]
- Gymnobela procera Sysoev & Bouchet, 2001[63]
- Gymnobela pulchra (Schepman, 1913)[64]
- Gymnobela pyrrhogramma (Dautzenberg & Fischer, 1896)[65]
- Gymnobela rotundata Sysoev, 1990[66]
- Gymnobela sibogae (Schepman, 1913)[67]
- Gymnobela subaraneosa (Dautzenberg & Fischer, 1896)[68]
- Gymnobela turrispira Sysoev, 1990[69]
- Gymnobela verecunda (Barnard, 1963)[70]
- Gymnobela vicella (Dall, 1908)[71]
- Gymnobela virgo (Okutani, 1966)[72]
- Gymnobela virgulata Sysoev & Bouchet, 2001[73]
- Gymnobela watsoni (Dautzenberg, 1889)[74]
- Gymnobela xylona (Dall, 1908)[75]
- Gymnobela yoshidai (Habe, 1962)[76]